# 7553 Buie
Buie (asteróide 7553) é um asteróide da cintura principal, a 2,0409608 UA. Possui uma excentricidade de 0,1463724 e um período orbital de 1 350,33 dias (3,7 anos).
Buie tem uma velocidade orbital média de 19,26236613 km/s e uma inclinação de 3,28165º.
Este asteróide foi descoberto em 30 de Março de 1981 por Edward Bowell.